# 배틀래
배틀래(Bateleur)는 남아프리카공화국이 개발중인 중고도 무인 정찰기이다. 최대이륙중량 1톤으로서, 미국의 MQ-1 프레데터 무게와 같다. 배틀래 독수리의 이름을 딴 것으로서, 무기에 배틀래라는 이름이 자주 쓰이고 있다.
2003년에 개발이 시작되었다. 2006년에 시제기의 초도비행이 계획되었으나, 2010년에도 날지 못하고 있다. 브라질 공군의 2009년 요구성능(RFP)에도 만족한다. 남아공 공군은 이 시스템에 관심을 나타내었으나, 2006년에 가격이 낮아지면 고려하겠다고 하였다. 2008년, 남아공 공군은 프로젝트 Itambo를 발표했다. 2008-2012 기간 동안 MALE UAV를 획득하는 사업이다. 베틀래 사업인 것으로 추측된다.
200 kg(440 lb)의 장비를 탑재할 수 있는데, EO/IR 카메라 또는 SAR를 장착할 예정이다.
작전반경이 단지 750 km 밖에 안 된다고 알려져 있으나, Ku 밴드 위성 데이터링크는 3500 km까지 가능하다. 같은 무게인 미국의 MQ-1 프레데터(1톤)의 순항거리는 1,000 km이다. 무게 5톤인 MQ-9 리퍼(프레데터B)의 순항거리가 6,000 km이다.

## 제원
정보의 출처: 
일반 특성
- 승무원: None (unmanned)
- 날개폭: 15.00 m (49 ft 2 in)
- 유효탑재량: 200 kg (441 lb)
- 최대이륙중량: 1 000 kg (2 200 lb)
- 엔진: 1× Rotax 914 or Subaru EA-82T 4-cylinder engine, 75 kW / 86 kW (100 hp / 115 hp)

성능
- 최대속도: 250 km/h (135 knots, 154 mph)
- 항속거리: 750 km (405 nm, 466 miles)
- 상승한도: 8 000 m (26 200 ft)

## 같이 보기
- TAI 안카 - 터키 TAI는 2010년 초도비행에 성공했다.
- EADS 탤러리온 - 터키 TAI는 2011년 고고도무인기(HALE)인 탤러리온 공동개발에 참여했다.
- IAI 헤론 - 이스라엘 IAI의 중고도무인기(MALE)
- MQ-1 프레데터 - 미국의 중고도무인기(MALE)
- KUS-9 - 한국이 개발중인 사단급 무인기
- 한국형 중고도 무인기 개발사업